# Martine McCutcheon
Martine McCutcheon, nome d'arte di Martine Kimberley Sherrie Ponting (Londra, 14 maggio 1976), è un'attrice e cantante britannica.

## Carriera
McCutcheon ebbe un tenue successo come membro del gruppo pop Milan nei primi anni 1990. Tuttavia fu il ruolo di Tiffany Mitchell nella soap opera inglese EastEnders prodotta dalla BBC nel 1995 a renderla famosa in tutto il Regno Unito. Alla fine del 1998 lasciò la serie per intraprendere la carriera musicale come solista.
Riscosse il successo internazionale con il suo singolo di debutto Perfect Moment, raggiungendo la prima posizione in classifica in cinque Paesi. I due album successivi ebbero alterne fortune e lo scarso riscontro del terzo mise nel 2002 la sua carriera musicale in stallo.
Si dedicò nuovamente alla recitazione, alternando la partecipazione a programmi televisivi con il cinema e il teatro: sul palco con My Fair Lady, per la sua interpretazione di Eliza Doolittle vinse nel 2002 il Laurence Olivier Award, mentre nel 2003 prese parte al film Love Actually, nel ruolo di Natalie.
Nel 2000 pubblicò la sua autobiografia dal titolo Who Does She Think She Is? (Ma chi si crede di essere?).

## Filmografia parziale

### Cinema
- Kiss Kiss (Bang Bang), regia di Stewart Sugg (2001)
- Love Actually - L'amore davvero (Love Actually), regia di Richard Curtis (2003)
- Jump!, regia di Joshua Sinclair (2007)

### Televisione
- Metropolitan Police - serie TV (1991-1992)
- EastEnders - serie TV (1995-1998)
- Spooks - serie TV (2005)
- Miss Marple (Agatha Christie's Marple) - serie TV, episodio 3x01 (2007)
- L'ispettore Barnaby (Midsomer Murders) - serie TV, episodio 16x06 (2013)

## Doppiatrici italiane
- Giuppy Izzo in Love Actually - L'amore davvero

## Discografia

### Album in studio
- 1999 – You Me & Us
- 2000 – Wishing
- 2002 – Musicality

### Raccolte
- 2012 – The Collection

### Singoli
- 1999 – Perfect Moment da You Me & Us
- 1999 – I've Got You da You Me & Us
- 1999 – Talking in Your Sleep/Love Me  da You Me & Us
- 2000 – I'm Over You da Wishing
- 2001 – On the Radio da Wishing

### Altre canzoni
- 1999 – Mamma Mia - dalla compilation ABBAMania
- 2001 – Wouldn't It Be Loverly - dalla compilation My Fair Lady (2001 London Cast Recording)
- 2001 – I Could Have Danced All Night - dalla compilation My Fair Lady (2001 London Cast Recording)
- 2002 – I Dreamed a Dream dalla compilation 101 Songs From The Musicals